# Alfred Kubin
Alfred Leopold Isidor Kubin, né à Leitmeritz (Royaume de Bohême) le 10 avril 1877, et mort à Wernstein am Inn (district de Schärding) le 20 août 1959, est un écrivain, dessinateur, graveur et illustrateur de livres autrichien.

## Biographie
Il naît d'une mère pianiste et d'un père géomètre. Timide et de faible constitution, Kubin a du mal à se faire des amis parmi les enfants de son âge, les déménagements successifs de sa famille dus au travail du père ne lui rendant pas la vie plus facile, et il passe de longs moments seul à dessiner.
En 1887, Kubin fait une première rencontre avec la mort : sa mère, malade de phtisie, meurt brutalement. La vision de son père, fou de chagrin, arpentant en tous sens la maison le cadavre de sa mère entre les bras, le marqua à jamais. Dans Le Meilleur Médecin, Kubin représente la Mort comme une femme vêtue de noir, une médaille autour du cou. Son visage ne comporte aucun trait.
Son père se remarie la même année avec la sœur de sa dernière épouse, qui meurt à son tour un an plus tard en donnant naissance à Rosalie, sa deuxième sœur. Son père devient hargneux et violent ; Alfred se replie encore un peu plus sur lui-même. Ses dessins se font un peu plus morbides, terrifiants, incarnation de la haine qu'il porte au monde extérieur. Il est pris de visions fantastiques qu'il s'empresse de mettre en dessin.
À la suite de nombreux échecs scolaires, son père décide en 1891 de l'envoyer à l'École des arts appliqués de Salzbourg mais, malgré un début plutôt prometteur, Kubin est renvoyé l'année suivante en raison de ses mauvais résultats. Le frère de la troisième femme de son père (Irene Kühnel, avec qui il s'est remarié l'année précédente), photographe, finit par l'accepter auprès de lui en tant qu'apprenti. Mais il se brouille avec tout le monde, passe des soirées à boire, néglige son travail ; en 1896, il part se suicider devant la tombe de sa mère. Sa tentative échoue et il est renvoyé de nouveau. Il décide alors de s'engager dans l'armée, mais il fait une crise après trois semaines et passe trois mois à l'hôpital militaire de Graz.
En 1898, Kubin se prépare à entrer à l'Académie des beaux-arts de Munich en suivant les cours de Ludwig Schmid-Reutte, il réussit le concours l'année suivante. Il entre dans l'atelier de Nikolaos Gysis mais il ne vient pas souvent en cours et est forcé d'abandonner ses études. Il découvre également les travaux de Max Klinger, notamment son cycle de gravures Un gant, qui le marquent profondément et provoquent chez lui une sorte de « frénésie créative ». Il réalise durant cette période de très nombreux dessins et commence peu à peu à se faire connaître, en grande partie grâce à Hans von Weber qui lui voue une grande admiration. En 1902, Kubin réalise sa première exposition à Berlin. Il rencontre l'année suivante Emmy Bayer, dont il tombe aussitôt amoureux, mais qui meurt presque immédiatement du typhus. Il se remarie deux ans après avec Hedwig Gründler, sœur de l'écrivain Oscar A. H. Schmitz et s'installe avec elle à Zwickledt.
En 1908, il écrit en l'espace d'un mois et demi L'Autre Côté, qu'il publie l'année suivante. Hermann Hesse déclarera plus tard qu'il s'agit là d'un livre majeur ; il influencera Franz Kafka, H. P. Lovecraft, Ernst Jünger et les surréalistes.
Kubin entre à la Nouvelle Association des artistes munichois (Neue Künstlervereinigung München) en 1910, qu'il quitte la même année pour fonder avec Vassily Kandinsky, Franz Marc et Gabriele Münter l'association du Cavalier bleu (Der Blaue Reiter, d'après le nom d'un tableau de Franz Marc). Il rencontre également Paul Klee, avec qui il échange beaucoup jusqu'à l'arrivée de la Première Guerre mondiale. Il illustre les ouvrages d'écrivains dont Edgar Poe, Gérard de Nerval, Lyonel Feininger, Oscar Wilde, Thomas Mann. 
Jusqu'en 1914, la renommée de Kubin augmente rapidement, grâce à Paul Klee qui expose ses dessins, et au journal Simplicissimus et L'Assiette au beurre, qui les publient.
En 1915, Kubin approfondit sa connaissance des travaux de Nietzsche et Schopenhauer. La découverte de la doctrine de ces deux philosophes joue un rôle déterminant sur son art. De 1920 à 1930, de nombreuses expositions lui sont consacrées, retraçant son travail depuis ses débuts. L'arrivée de la guerre perturbe assez peu ses activités.
En 1948, son épouse, Hedwig Gründler, meurt. 

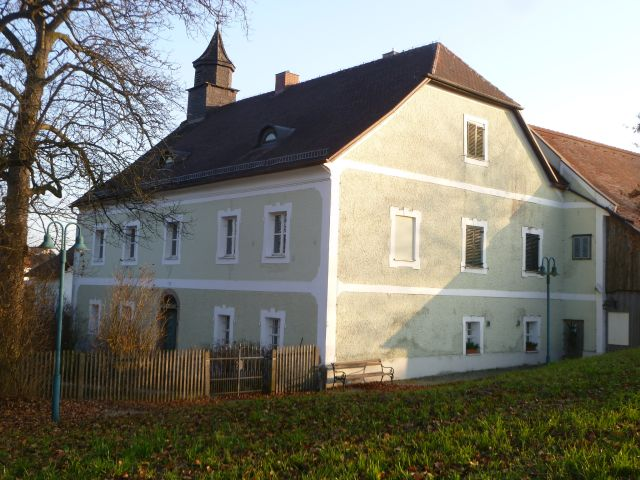
Le château de Zwickledt, demeure de Kubin.

Il poursuit ses publications. Il meurt le 20 août 1959 dans son château de Zwickledt, situé à Wernstein am Inn d'une maladie de la vessie, après avoir fait don de l'ensemble de son œuvre à l'État autrichien.

## Œuvre picturale
Les dessins de Kubin donnent à voir une humanité soumise, dépassée par des forces obscures et oppressantes mises en scène au travers d'une symbolique récurrente du monstre et du difforme, l'artiste se faisant par là « l'organisateur de l'incertain, du tremblant, de la pénombre, de l'onirique » ; ils lient sexe, pulsions de mort et témoignent d'une certaine folie[réf. nécessaire].

## Analyse
Les œuvres littéraires et picturales d'Alfred Kubin se complètent et se répondent. De ce fait, elles offrent une grande cohérence à l'esthétique du clair-obscur de l'artiste qui se plaît à juxtaposer les oppositions afin de faire ressortir tout le paradoxe de la vie et de la mort. Chaque image possède un « pouvoir nécessaire de narration » et chaque passage suggère des images.
Daniel S. Larangé attire l'attention sur le bestiaire qui peuple cet univers onirique et qui fonctionne comme un « système » de signes : « Chacune de ses visions oniriques possède un contenu narratif latent qui s'intègre à un ensemble d'images selon les règles du non-sens — complémentarité des oppositions, analogie par assonance ou allitération, équivoque et homonymie, quiproquo et malentendu dialogiques, etc. Le style fondamentalement fragmentaire d'Alfred Kubin fait que la réalité se trouve contaminée, de façon intermittente, par la fiction onirique. »
En effet, Kubin laisse deviner le monstre qui sommeille en nous, ce qui le conduit à rapprocher sexualité débridée et morbidité absolue. La folie reste la seule issue d'échapper à cette grande mascarade qu'est le monde. Ce pessimisme trouve son origine dans sa lecture du bouddhisme et l'influence que les religions indiennes et les arts chinois et japonais exercent sur lui.
Érotisme et onirisme finissent par se confondre afin de fuir un monde en train de se déshumaniser à force d'adopter les positions des plus universalistes qui nient leurs propres particularismes. Pour Kubin, cette fuite se fait par la mystique : « Le désir caractérise l'homme et la frustration en découlant est devenue le centre de gravité de sa modernité. L'homo occidentalis tend à se réfugier dans le rêve pour combler le manque de présence qui le mine dans un monde mercantile censé lui assurer la surabondance. Il lui faut donc se mettre en quête de la vacuité intérieure pour se libérer de ses démons et abolir la douloureuse tension entre l'être et l'avoir. »

## Publications

### Essais
- Le Travail du dessinateur, recueil d'essais écrits entre 1921 et 1933, éd. et trad. Christophe David, Paris, Allia, 1999.
- Dämonen und Nachtgesichte. Eine Autobiographie mit 24 Bildern, autobiographie illustrée de ses dessins, Munich, R. Piper & Co Verlag, 1959.
- Ma Vie (Aus meinem Leben), publié en 1970, autobiographie 1911-1952, éd. et trad. Christophe David, Paris, Allia, 2000.

### Nouvelles
- Le Cabinet de curiosités (Der Guckkasten), publié en 1925, recueil de nouvelles, éd. et trad. Christophe David, Paris, Allia, 1998 et 2015.
- Histoires burlesques et grotesques, recueil de nouvelles, éd. et trad. Christophe David, Paris, Phébus, 2006.

### Albums sous son nom
- Kubin, Munich, Hugo Schmidt Verlag, 1922.
- Rauhnacht, album de 13 lithographies préfacé par Otto Stoessel, Berlin, Volksverband der Bücherfreunde/ Wegweiser, 1925.
- Der Guckkasten, Vienne, Johannes-Presse, 1925.
- Ein Bilder-ABC, Hamburg, Maximilian-Gesellschaft, 1933.
- Vom Schreibtisch eines Zeichners Mit 72 Zeichnungen, Berlin, Riemerschmidt, 1939.
- Max Unold [préface], Abenteuer einer Zeichenfeder, gravures, Munich, Piper & Co, 1941.
- Die Planeten. Eine Folge, 9 phototypies, Leipzig, L. Staackmann, 1943.
- Der Tümpel von Zwickledt, Vienne,  Verlag der Österreichischen Staatsdruckerei, 1952.

### Ouvrages illustrés
- Otto Julius Bierbaum, Samalio Pardulus, Munich, Georg Müller Verlag, 1911.
- Oskar Panizza, Das Liebeskonzil. Eine Himmelstragödie in fünf Aufzügen, avec 9 dessins, Munich, 1913 — tiré à 50 exemplaires.
- Wilhelm Hauff, Phantasien im Bremer Ratskeller. Ein Herbstgeschenk für Freunde des Weines, 11 dessins, Munich, Georg Müller, 1914.
- Oscar A. H. Schmitz, Herr von Pepinster und sein Popanz : Geschichten vom Doppelleben, illustrations, Munich, G. Müller, 1915.
- Edgar Allan Poe, Nebelmeer, avec 29 illustrations, Munich, Georg Müller, 1920.
- Friedrich Huch, Neue Träume, avec 10 lithographies, Munich, Georg Müller, 1921.
- Gustave Flaubert, Der Büchernarr, 3 lithographies, Hanovre / Zurich, Steegemann, 1921.
- Jules Barbey d'Aurevilly, Teufelskinder, avec 19 compositions, Munich, Georg Müller, 1921.
- Voltaire, Candide, avec 28 dessins, Hanovre, Steegemann, 1922.
- Oscar A. H. Schmitz, Brevier für Einsame. Fingerzeige zu neuem Leben, Munich, Georg Müller, 1923.
- Gerhart Hauptmann, Fasching, Berlin, S. Fischer, 1925.
- Johannes Ilmari Auerbach, Der Selbstmörder-Wettbewerb, avec 5 dessins, Darmstadt, Darmstädter Verlag, 1927.
- Thomas Hardy, Der angekündigte Gast, 13 dessins,  Leipzig, Insel Verlag, 1928.
- Wolfgang Goetz, Muspilli. Erzählung, Stuttgart, Bonz, 1929.
- Erich Knauf (dir.), Das Blaue Auge. Humor, Satire, Tragikomisches und andere Rosinen der Weltliteratur, 8 dessins, Berlin, Büchergilde, 1930.
- Jaroslav Durych, Die Kartause von Walditz, avec 17 illustrations, Munich, Piper, 1934.
- Gerhart Hauptmann, Das Meerwunder, avec 18 illustrations, Berlin, S. Fischer, 1934.
- Elias Canetti, Die Blendung, illustration de couverture, Vienne, Herbert Reichner, 1935.
- Rudolf G. Binding, Das Peitschchen, Eine Weihnachtsgeschichte, Potsdam, Rütten & Loening, 1937.
- Otto Flake, Die vier Tage, couverture et vignettes, Berlin, S. Fischer, 1937.
- Peter Scher, Gerade dies, avec 30 compositions, Berlin, K. Siegismund Verlag, [1940].
- Henry von Heiseler, Der Begleiter. Erzählung, 2 dessins, Dessau, Karl Rauch Verlag, 1941.
- Horst Lange, Das Irrlicht, Hambourg, H. Goverts, 1942.
- Oskar Maurus Fontana, Die Türme des Beg Begouja, Vienne, W. Frick Verlag, 1946.
- ETA Hoffmann, Märchen. Hrsg. Von Werner Bergengruen, 26 compositions, Vienne, Bergland Verlag, 1947.
- Georg Trakl, Offenbarung und Untergang, Die Prosadichtungen, avec 13 dessins, Salzbourg, Otto Müller Verlag, 1947.
- Herbert Lange, Das poetische Zeitalter, Linz, Brücken Verlag, 1948.
- Oscar Rotterheim, Nüchterne Balladen, 10 phototypies, Vienne, Verlag für Wirtschaft und Kultur Payer & Co., 1948.
- Ernst Jünger, Myrdun. Briefe aus Norwegen, illustrations, Zürich, Verlag der Arche, 1948.
- Konrad Weiß, Gedichte. Erster Teil, couverture et graphisme, Munich, Kösel (Hegner-Bücherei), 1948.
- Anton Schnack, Phantastische Geographie, 10 compositions, Hoffmann und Campe, 1949.
- Linus Kefer, Der Sturz des Blinden, avec 11 dessins, Vienne, Wancura, 1952.
- Walter Hauth,Whisky. Der Schatzgräber, 10 illustrations, Stuttgart, Kohlhammer Verlag, 1952.
- Konrad Weiß, Harpyie, Munich, Kösel, 1953.
- Hans Carossa, Stufen der inneren Entwicklung. Aus einer Jugendgeschichte, avec 7 illustrations, Passau, Buchdruckerei AG Passavia, 1954.

### Roman
- L'Autre Côté (Die Andere Seite), publié en 1909 chez G. Müller (Munich), illustrée de 52 compositions de l'auteur.
  - Première traduction en français par Robert Valençay, Paris, Éric Losfeld, 1962.

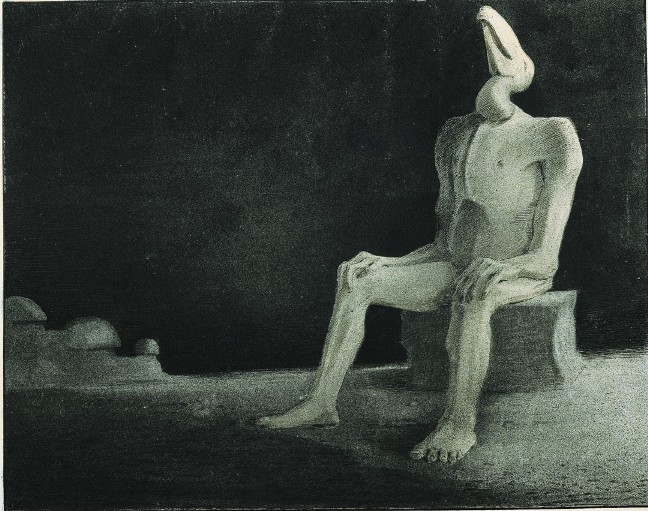
Le passé oublié englouti, 1901
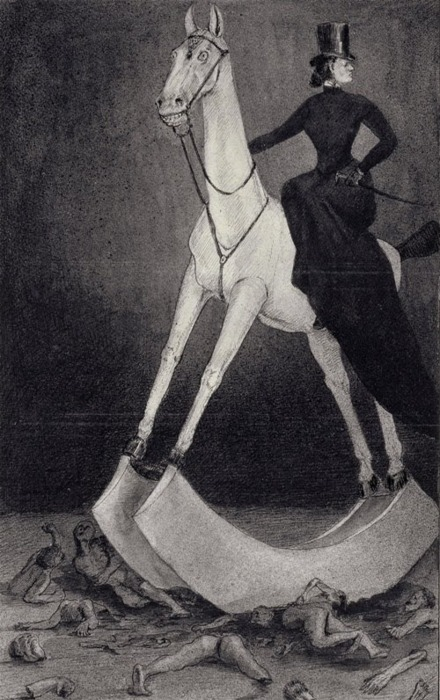
Femme à cheval, 1901
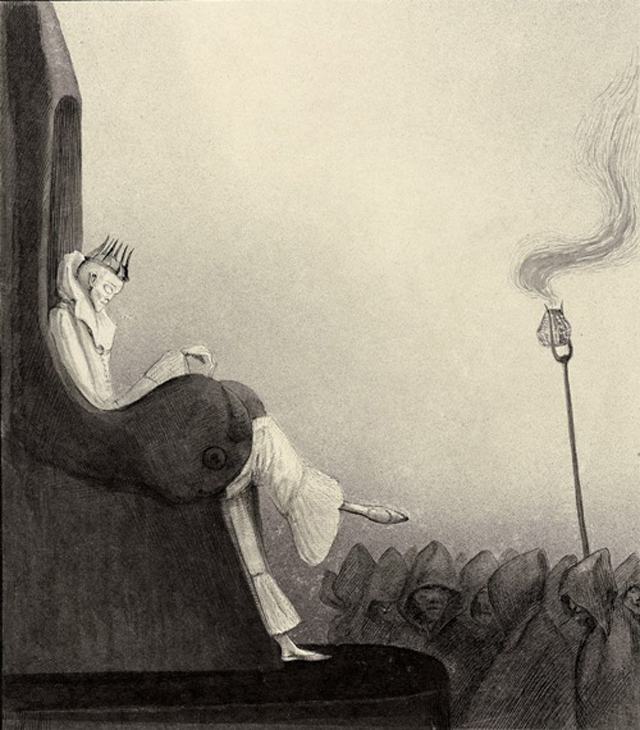
Le dernier roi, 1902
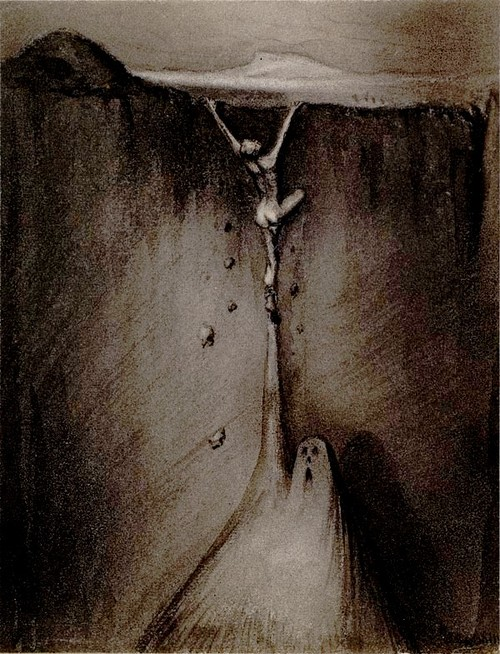
Peur, 1903